# Val Noana
La val Noana è una valle del Trentino orientale che ospita l'omonimo lago Noana, incastonata tra le Vette Feltrine, il Monte Vederna e il Gruppo del Cimonega: conosciuta per la sua impervietà, frequentata soprattutto da alpinisti ed escursionisti,  la parte bassa appartiene al comune di Imèr, mentre la parte medio-alta a quello di Mezzano.

## Geografia fisica
La valle segue un andamento Est-Ovest. La parte bassa e medio-alta, cioè fino al lago artificiale è una gola profonda con alte pareti rocciose. Alla fine del bacino il torrente si biforca, da una parte il Rio Giasinozza e dall'altra il Rio Neva. Da qui in poi si estendono vari prati pianeggianti in varie località quali Còl, Agaòi, Vaticano, Valpiana de Sot e Valpiana de Sora. In val Giasinozza si trovano invece le Cogolàte. Verso il Gruppo del Cimonega si sale fino a giungere ai pascoli di Malga Nèva ed al Rifugio CAI B. Boz sull'Alta via n. 2.
La valle è raggiungibile da Imèr e Mezzano tramite la strada provinciale 221 della Val Noana, lunga circa 5 km che porta alla omonima diga e fino al rifugio. La strada è molto caratteristica e le pareti strapiombanti della prima parte ricordano i Serrai di Sottoguda.

## Particolarità
La valle è famosa per possedere gli alberi più grandi del Trentino, ricordiamo tra questi l'abbattuto Aveđòn e il grande e raro Tasso.
Dalla località Valpiana si diparte appunto il Sentiero degli Abeti giganti.